# Chahai
Die Chahai-Stätte (chinesisch 查海遗址, Pinyin Cháhǎi yízhǐ, englisch Chahai site) ist ein archäologischer Fundort in der Mandschurei. Es handelt sich um eine Siedlungsstätte der neolithischen Xinglongwa-Kultur, die nach dem Fundort – dem Dorf Chahai 查海村 (Chahaicun) der Gemeinde Shala des Kreises Fuxin der bezirksfreien Stadt Fuxin in der nordostchinesischen Provinz Liaoning – benannt ist. Sie wird auf ca. 8000-7000 Jahre vor heute datiert.
Die Stätte ist berühmt für ihre frühen Jade-Artefakte.
Die Chahai-Stätte (Chahai yizhi) steht seit 1996 auf der Liste der Denkmäler der Volksrepublik China (4-7).
An der Stätte wurde ein Museum errichtet, das Chahai-Stätten-Museum der Stadt Fuxin.